# Polarblommossa
Polarblommossa (Schistidium grandirete) är en bladmossart som beskrevs av H. Blom 1996. Polarblommossa ingår i släktet blommossor, och familjen Grimmiaceae. Enligt den svenska rödlistan är arten otillräckligt studerad i Sverige. Arten förekommer i Övre Norrland. Artens livsmiljö är fjäll. Inga underarter finns listade i Catalogue of Life.